# Secrets of the Saqqara Tomb
Pour plus de détails, voir Fiche technique et Distribution.
Secrets of the Saqqara Tomb est un film documentaire britannique de 2020 réalisé par James Tovell. Le film suit une équipe d'archéologues égyptiens qui découvrent une tombe du XXVe siècle avant notre ère dans la nécropole de Saqqarah, qui était restée intacte depuis 4 400 ans.
Le film a été produit par At Land Productions et Lion Television.

## Synopsis
Une équipe d'archéologues locaux, dirigée par l'égyptologue Mohammad Mohammad Yousef, découvre les passages, les puits et les tombes jamais explorés de l'une des plus importantes découvertes de l'Égypte antique, dans la nécropole de Saqqarah. Considérée comme l'une des découvertes les plus importantes depuis près de cinquante ans, la tombe parfaitement conservée est occupée par Ouahtye, un prêtre de haut rang ayant vécu pendant la Ve dynastie, et sa famille. Au cours des fouilles, l'équipe découvre plusieurs artefacts, notamment des objets personnels, des statues et la momie du grand prêtre et de sa famille, ainsi qu'un lionceau momifié.

## Fiche technique
- Réalisation : James Tovell

## Sortie
Le film est sorti sur Netflix le 28 octobre 2020.